# Nigeria LNG
Nigeria LNG (NLNG) est un port méthanier (exportateur de gaz naturel liquéfié) situé au Nigeria, à Bonny, une localité insulaire proche de Port Harcourt. C'est le seul producteur de GNL dans le pays.

## Histoire

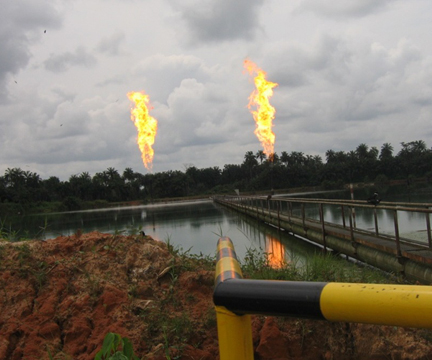
Torchères au Nigeria

Le Nigeria est devenu un producteur de pétrole important de façon graduelle, à partir des années 1950. La production de pétrole s'accompagne de gaz naturel associé : c'est-à-dire dissout dans le pétrole, et récupéré lors de son extraction. Pendant les premières années, la totalité du gaz associé a été brûlé en torchère, faute de débouchés commerciaux. Quelques industries (engrais, aluminium...) commencent à faire usage d'une partie du gaz associé dans les années 1960, mais en n'offrant encore un débouché qu'à une petite fraction du gaz, d'autant que la production augmente à la même époque.
Nigeria LNG est créé en 1989, prenant la forme d'un consortium de compagnies pétrolières. Sa raison sociale est la mise en place d'un terminal d'exportation de gaz naturel liquéfié, permettant de valoriser à l'export le gaz associé du Nigeria, avec le double objectif de réduire la pollution de l'air dans le delta du Niger et d'assurer une nouvelle ressource d'exportation. Ses actionnaires sont Nigerian National Petroleum Corporation pour 49%, Shell (entreprise) pour 25.6%, Total pour 15% et Eni pour 10.4%. Ces entreprises ont pour rôle à la fois de financer la construction du terminal, et de fournir du gaz venant des gisements de pétrole qu'elles exploitent dans la région.

## Le terminal

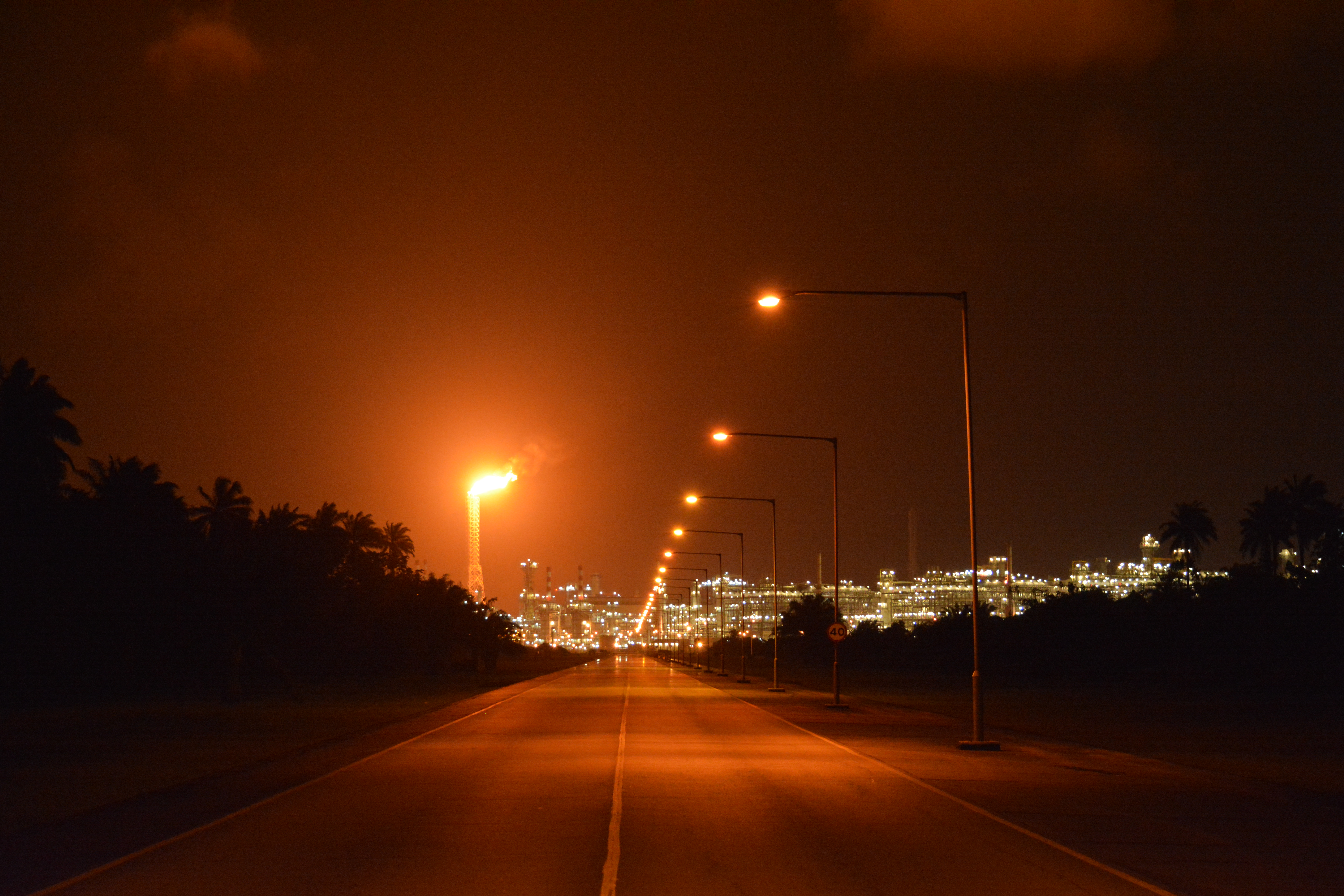
De nuit

La terminal est installée à Bonny, où se trouvait déjà un important port d'exportation de pétrole.
Six trains (unités de liquéfaction de gaz naturel) ont été construits et un est encore en construction : 
| Numéro | Capacité (Mt/an) | Mise en service |
| ------ | ---------------- | --------------- |
| 1      | 3.3              | 2000            |
| 2      | 3.3              | 1999            |
| 3      | 3.3              | 2002            |
| 4      | 4                | 2006            |
| 5      | 4                | 2006            |
| 6      | 4                | 2008            |
| 7      | 8                | ?               |

## Flotte
À travers sa filiale Bonny Gas Transport, NLNG possède sa propre flotte de méthaniers, ce qui lui permet de signer des contrats Delivered Ex Ship, c'est-à-dire dans lesquels il assure le transport. Les 11 navires de Bonny Gas Transport naviguent sous pavillon de complaisance (Bermudes, Bahamas), ce qui a soulevé un débat au Nigeria, étant donné la nature semi-publique de l'entreprise

## Aspects commerciaux et financiers
Les clients du projet sont principalement européens et asiatiques. En 2019, NLNG a exporté 20,84 Mt de GNL, dont 11,4 Mt vers l'Europe (principalement Espagne, France et Portugal), 7,74 Mt en Asie (Inde et Chine notamment), et 1,9 Mt vers d'autres destinations, comme le Mexique et le Brésil.
L'entreprise constitue une source de revenus importante pour le gouvernement fédéral : en 20 ans, celui-ci a touché 7 milliards de dollars sous forme d'impôts, et 15 sous forme de dividendes via la part de la compagnie nationale.

## Approvisionnement en gaz
Le projet n'a pas tenu sa promesse de réduire fortement la destruction en torchère du gaz naturel. Il utilise le gaz associé de nombreux gisements de pétrole (y compris offshore) proches du terminal, mais une partie de son approvisionnement est assuré par du gaz non-associé. En outre la production de pétrole (et de gaz associé) a augmenté au cours des années 2000. Ainsi, le volume de gaz détruit en torchère au Nigeria n'a diminué que 11% entre 1996 et 2015, mettant en lumière la nécessité de trouver d'autres débouchés pour le gaz en complément du terminal.